# Municipio de Greene (condado de Parke)
El municipio de Greene (en inglés: Greene Township) es un municipio ubicado en el condado de Parke en el estado estadounidense de Indiana. En el año 2010 tenía una población de 423 habitantes y una densidad poblacional de 4,58 personas por km².

## Geografía
El municipio de Greene se encuentra ubicado en las coordenadas 39°49′35″N 87°3′37″O / 39.82639, -87.06028. Según la Oficina del Censo de los Estados Unidos, el municipio tiene una superficie total de 92.32 km², de la cual 92,08 km² corresponden a tierra firme y (0,26 %) 0,24 km² es agua.

## Demografía
Según el censo de 2010, había 423 personas residiendo en el municipio de Greene. La densidad de población era de 4,58 hab./km². De los 423 habitantes, el municipio de Greene estaba compuesto por el 98,82 % blancos, el 0,24 % eran amerindios, el 0,24 % eran de otras razas y el 0,71 % eran de una mezcla de razas. Del total de la población el 0,24 % eran hispanos o latinos de cualquier raza.